# Neomuelleriella zealandica
Neomuelleriella zealandica är en kräftdjursart. Neomuelleriella zealandica ingår i släktet Neomuelleriella och familjen Sarsiellidae. Inga underarter finns listade i Catalogue of Life.